# Aquário (astrologia)
Aquário (♒) é o décimo primeiro signo astrológico do zodíaco, situado entre Capricórnio e Peixes e associado à constelação de Aquarius. Seu símbolo é o aguadeiro. Forma com Gêmeos e Libra a triplicidade dos signos do Ar. É também um dos quatro signos fixos, juntamente com Touro, Leão e Escorpião. Com pequenas variações nas datas dependendo do ano, os aquarianos e aquarianas são as pessoas nascidas entre 21 de janeiro e 
19 de fevereiro.

## Mitologia
Higino, em seu livro Astronomica, apresenta três versões da mitologia. Muitos dizem que Aquário é Ganimedes, um rapaz muito belo que Zeus levou para o Olimpo, para se tornar o garçom dos deuses; por este motivo, ele é mostrado carregando um aguadeiro que derrama água.
Segundo Hegesianax, Aquário é Deucalião, porque durante seu reinado caiu tanta água do céu que resultou no dilúvio. Segundo Eubulus, Aquário é Cécrope, comemorando a antiguidade da raça, e mostrando que os homens usavam água nos sacrifícios aos deuses, antes do conhecimento do vinho, pois Cécrope reinou antes da descoberta do vinho.
No que diz respeito ao signo e as pessoas aquarianas, as mesmas têm o dom da razão, o ser humano de outros signos do zodíaco deverá compreender que o(a) aquariano(a) é um ser extremamente sensitivo e desenvolvido em termos cognitivos, acima da média. Graças a essa capacidade o seu corpo produz menos pelo e mais libido.